# Гимн Лиги чемпионов УЕФА
Гимн Лиги чемпионов УЕФА — аранжировка гимна (коронационного антема) Генделя «Садок-Священник» (англ. Zadok the Priest), сделанная композитором Тони Бриттеном, появилась на свет в 1992 году, когда «чемпионский турнир» под названием Кубок европейских чемпионов перевоплотился в нынешнюю Лигу чемпионов УЕФА.
Этот музыкальный хит европейского футбола исполняется британскими коллективами — хором Академии Святого Мартина в полях и Королевским филармоническим оркестром.
Гимн Лиги чемпионов исполняется на трех официальных языках УЕФА — французском, немецком и английском.
Как и эмблема турнира, гимн Лиги чемпионов имеет немало различных интерпретаций и обработок: короткая версия, которую доводится слышать за считанные минуты перед матчами, электронная версия, инструментальная и другие. Полная версия гимна длится 3 минуты и состоит из двух коротких куплетов и рефрена. Оригинальная версия гимна никогда не выпускалась как коммерческий продукт. Однако, оригинальное произведение Zadok the Priest в исполнении того же Академического хора можно услышать на вышедшем в 2002 году альбоме World Soccer Anthems (недоступная ссылка).

## Оригинальный текст и перевод на русский
| Ce sont les meilleures équipes Sie sind die allerbesten Mannschaften The main event! Die Meister Die Besten Les Grandes Équipes The Champions! Une grande réunion Eine große sportliche Veranstaltung The main event! Ils sont les meilleurs Sie sind die Besten These are the champions! Die Meister Die Besten Les Grandes Équipes The Champions! Die Meister Die Besten Les Grandes Équipes The Champions! | Это лучшие команды (фр.), Это лучшие команды (нем.), Главное событие (англ.), Чемпионы (нем.), Лучшие (нем.), Великие команды (фр.), Чемпионы! (англ.) Большая встреча! (фр.), Большое спортивное событие (нем.), Главное событие (англ.) Они лучшие (фр.), Они лучшие (нем.), Они чемпионы! (англ.) Чемпионы (нем.), Лучшие (нем.), Великие команды (фр.), Чемпионы! (англ.) Это чемпионы (нем.), Лучшие (нем.), Великие команды (фр.), Чемпионы! (англ.) |